# Морган, Дэниэл
Даниэль Морган (англ. Daniel Morgan; 6 июля 1736 — 6 июля 1802) — американский военный деятель и политик, который командовал повстанцами при Каупенсе в 1781 году.

## Биография
Родился в семье валлийских иммигрантов в колонии Нью-Джерси в 1736 году. В 1753 году переехал вместе с отцом в Виргинию, где работал на разных профессиях (корчёвщиком, лесопильщиком, возницей). После начала в 1775 году Войны за независимость был в январе того же года назначен командиром виргинских стрелков и под началом Бенедикта Арнольда участвовал в неудачном для американских повстанцев вторжении в Квебек (часть вторжения в Канаду); после поражения в этой битве оказался в окружении и был вынужден сдаться. В начале 1777 года был освобождён по итогам обмена пленными между воюющими сторонами и вернулся в Виргинию, в сентябре того же года получил звание полковника (возглавив 11-й Виргинский полк) и под началом генерала Горацио Гейтса сражался в битве под Саратогой.
В 1779 году вышел в отставку с военной службы из-за ухудшившегося здоровья и поселился в Виргинии, однако в 1780 году, когда армия повстанцев потерпела тяжёлое поражение от британцев при Камдене в Южной Каролине, вернулся на службу и выступил на помощь Гейтсу, с силами которого соединился у Хиллсборо в Северной Каролине, вскоре после этого получив звание бригадного генерала. Хотя его отряд насчитывал всего порядка 1000 человек (данные в разных источниках различаются), он сумел в сражении при Коупенсе разгромить британские войска под командованием полковника Банастра Тарлетона, находившегося в подчинении у генерала Корнуоллиса.
В 1794 году Морган возглавлял федеральные войска в подавлении так называемого восстания из-за виски. С 1797 по 1799 год был депутатом Палаты представителей от Виргинии. Умер 6 июля 1802 года.